# Paleotethys
Paleo-Tethys (či Palaeo-Tethys) byl pradávný oceán, který se nacházel severně od pobřeží jižního superkontinentu Gondwana. Jeho počátky se datují již do kambrické periody (asi před 500 miliony let), pokračují po celou prvohorní éru a tato vodní masa se pak uzavírá koncem druhohorního triasu asi před 200 miliony let. Paleo-Tethys odvozuje svůj název od skutečnosti, že šlo o jakéhosi předchůdce pozdějšího praoceánu Tethys, který se nacházel přibližně mezi Gondwanou na jihu a Laurasií na severu v průběhu téměř celé druhohorní éry. Naopak předchůdcem praoceánu Paleo-Tethys byl tzv. Proto-Tethys. Paleo-Tethys se nacházel v místech, kde dnes nalezneme Indický oceán a jih Asie.

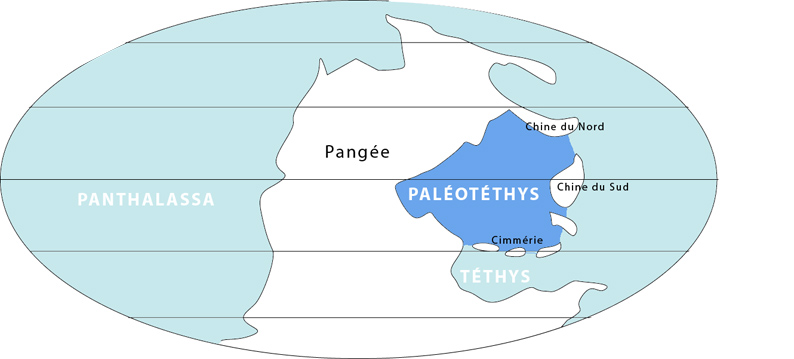
Mapa s označením polohy praoceánu Paleo-Tethys před asi 280 mil. let